# Ян Сладкий Козина

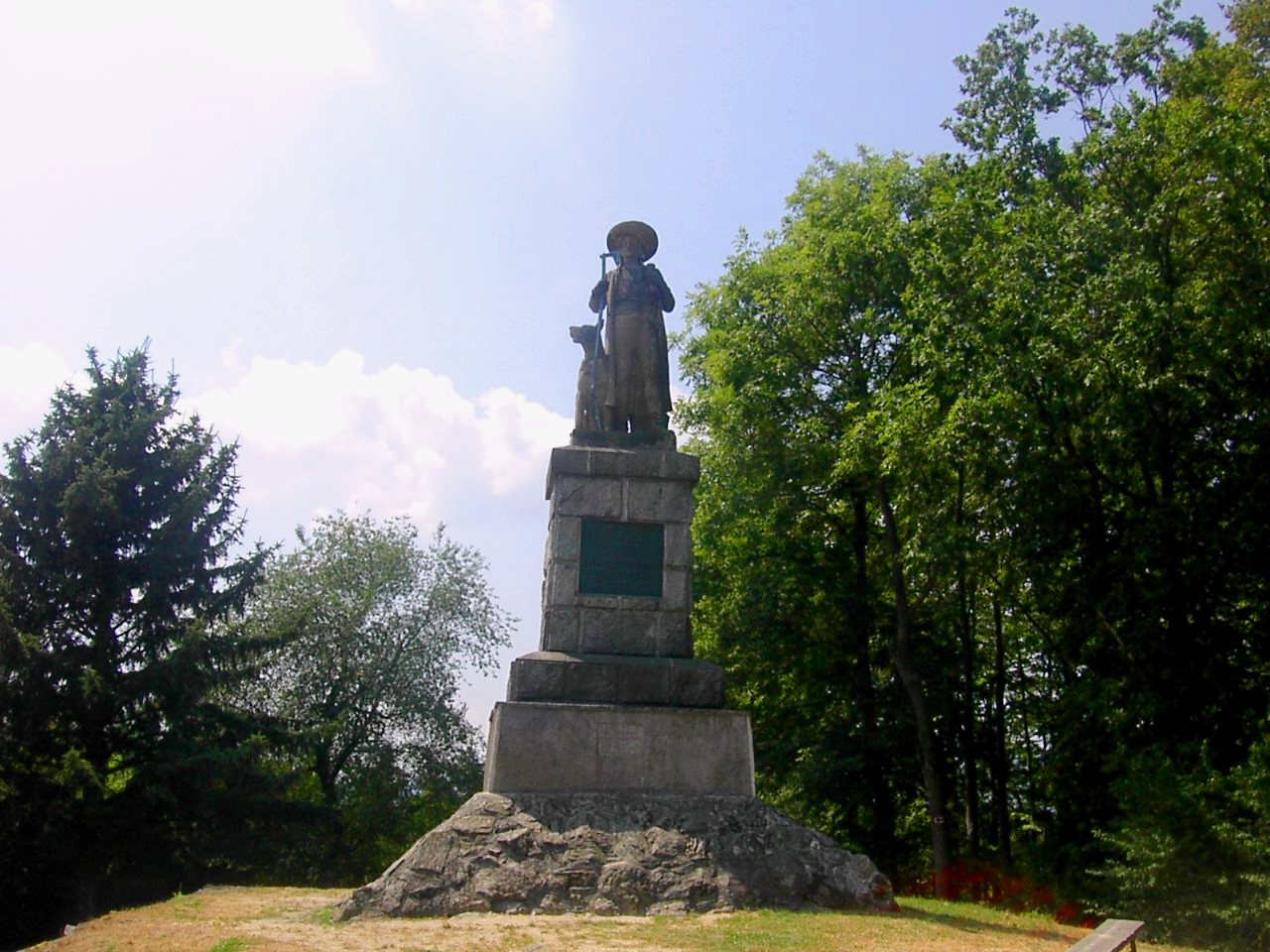
Памятник Яну Козине

Ян Сла́дкий Ко́зина (чеш. Jan Sladký Kozina; 10 сентября 1652, уезд Домажлице — 26 ноября 1695, Пльзень) — легендарный чешский лидер антифеодального крестьянского восстания ходов в конце XVII века.

## Биография
Первоначально Яна Сладкого Козину звали Росоча по названию фермы Росоч, которая в 1632 году принадлежала его деду, и на которой он родился и вырос. Его отец Ян Сладкий в 1670 году купил усадьбу Козинов, и после этого вся семья стала называться Сладкие-Козины. Дед первоначально именовался Suss (нем. Süß — сладкий). 9 мая 1678 года в возрасте 25 лет он женился на Дороте Пелнаровой, унаследовав усадьбу Козинов. Они жили тихой, богобоязненной парой. У них было 6 сыновей, но только один, Адам, имел дальнейших потомков.
Ян Сладкий Козина не умел ни читать, ни писать, но сделал себе имя своими речами, в которых он обращал внимание на ложные направления того времени и стал голосом бедствующих крестьян. Он защищал права людей Ходовы и требовал справедливости в отношении населения страны. Это привело к разногласиям с местным магнатом графом Вольфом Максимиллианом Ламингером фон Альбенреуф, также известным как «Ломикар». Ради этого он с вторым избранным ходским рыцарем совершил поездку к императору Леопольду в Вену — несмотря на хорошее впечатление от ходских представителей, тот, занятый войной с турками, передал верховную власть над Богемией фон Ламингеру как губернатору, что позволило последнему продавить своё решение по ходам и отнять бумаги с их привилегиями под угрозой закрепощения детей.
Уверенные, что император признает правду на их стороне, крестьяне прекратили ходить на барщину, а узнав о неудаче их ходатайства, подняли бунт. Их выступление было подавлено, а они сами — принуждены к подчинению Ламингеру. Козина был признан виновным в крестьянском восстании, арестован и позже казнён в Пльзене. Но по решению императора имущество семьи конфисковано не было. После своей казни в родовой книге был записан как Ганс Зюсс (Hans Süss).

## Память
Он был увековечен как символ сопротивления в рассказах Алоиса Йирасека и Божены Немцовой. В районе Домажлице ему установлен памятник; место казни отмечено памятной доской возле главного входа в пивоварню «Pilsner Urquell» в Пльзене.
Алоис Йирасек написал книгу «Псоглавцы» («Psohlavci») о жителях Ходовы и о борьбе молодого Яна; позже по книге Карелом Коваровичем была создана одноимённая опера.
В 1918 году сформированный 10-й пехотный стрелецкий полк новообразованной 3-й дивизии Чехословацких легионов в России получил название «Полк Яна Сладкого Козина из Градека». В 1944 году в СССР была сформирована десантная группа имени Яна Козины, целью которой было формирование партизанских отрядов, диверсионная деятельность и другие задачи на чехословацкой территории. Группа впоследствии переросла в Партизанскую бригаду имени Яна Козины, действовавшую на Чешско-Моравской возвышенности в районе Тишновско, Йиглавско, Бошковика и Глинека. 